# 鈴木恒夫
鈴木 恒夫（すずき つねお、1941年〈昭和16年〉2月10日 - ）は、日本の政治家。
衆議院議員（6期）、文部政務次官（宮澤改造内閣・第2次森内閣）、環境政務次官（第2次橋本内閣）、衆議院文教委員長、文部科学大臣（第10代）を歴任した。

## 来歴
神奈川県横浜市港北区師岡町で出生。1953年3月 横浜市立大綱小学校卒業。1956年3月 横浜市立大綱中学校卒業。1959年3月 神奈川県立横浜翠嵐高等学校卒業。
1963年3月 早稲田大学政治経済学部卒業。4月 毎日新聞東京本社に入社。政治部記者として15年間勤務。 
1977年7月 衆議院議員・河野洋平（新自由クラブ代表）の秘書になる。1983年12月 第37回衆議院議員総選挙に神奈川1区（中選挙区制）から初めて立候補し、落選。田川誠一自治大臣の大臣秘書官に就任。1984年11月 河野洋平の秘書に復帰。 
1986年7月　第38回衆議院議員総選挙に立候補（2回目）し、初当選。8月　新自由クラブの解党により、自民党へ入党。 
1990年2月 第39回衆議院議員総選挙に立候補（3回目）し、当選（2回目）。
1992年12月 文部政務次官に就任。 1993年7月 第40回衆議院議員総選挙に立候補（4回目）し、落選（実は新党さきがけの結成に当初参加を予定していたが、内閣官房長官だった河野の説得で断念）。自民党総裁秘書役に就任。 1995年1月 自由民主党神奈川県第7選挙区支部長に就任。 
1996年9月 第41回衆議院議員総選挙に神奈川7区から立候補（5回目）し、当選（3回目）。 11月 環境政務次官に就任。 1997年9月 自由民主党環境部会長に就任。 
1999年1月 宏池会を離脱し、大勇会（現：志公会）旗揚げに参加。10月 衆議院文教委員長に就任。
2000年6月 第42回衆議院議員総選挙に立候補（6回目）し、当選（4回目）。 7月 文部総括政務次官に就任。 12月 自由民主党政務調査会副会長に就任。 
2002年 衆議院法務委員会委員。衆議院文部科学委員会理事、党政調副会長、党組織本部副本部長に就任する。 例外的に夫婦の別姓を実現させる会に賛同。
2003年11月 第43回衆議院議員総選挙に立候補（7回目）し、神奈川7区で首藤信彦に敗北し比例復活で当選（5回目）。衆議院議院運営委員会理事、自由民主党国会対策副委員長に就任。
2005年9月 第44回衆議院議員総選挙に立候補（8回目）し、当選（6回目）。衆議院文部科学委員会委員。衆議院議院運営委員会理事、決算行政監視委員会筆頭理事、政治倫理審査会幹事に就任。文教制度審査および教育基本法検討特命委員会の両事務局長、環境基本問題調査会副会長などに就任。
2006年9月 自民党総裁選で大勇会の麻生太郎の推薦人及び選対事務総長（03年自民党総裁選では高村正彦推薦人）10月 党情報調査局長に就任。
2007年9月 衆議院災害対策特別委員長に就任。10月 次期総選挙には出馬せず政界引退を表明。地盤継承者は鈴木馨祐（特に血縁関係はなし）。
2008年8月 福田改造内閣に文部科学大臣として入閣。9月 福田改造内閣総辞職により退任。
2009年7月21日 衆議院解散に伴い政界を引退。
2012年4月 旭日重光章を受章。

## 主な提出法案
- 衆法163回20号 国会法及び国会議員の歳費、旅費及び手当等に関する法律の一部を改正する法律案

## 役職
- 公益社団法人「小さな親切」運動本部代表（第6代）

## 所属していた団体・議員連盟
- 禁煙推進議員連盟
- 自民党動物愛護管理推進議員連盟
- 日韓議員連盟
- 北京オリンピックを支援する議員の会
- 例外的に夫婦の別姓を実現させる会